# Comuna Crișan, Tulcea
Crișan (în rusă: Кришан, în ucraineană: Крiшан) este o comună în județul Tulcea, Dobrogea, România, formată din satele Caraorman, Crișan (reședința) și Mila 23.

## Demografie
Componența etnică a comunei Crișan
     Români (77,47%)
     Ruși lipoveni (9,71%)
     Ucraineni (5,86%)
     Alte etnii (0,37%)
     Necunoscută (6,59%)
Componența confesională a comunei Crișan
     Ortodocși (65,75%)
     Creștini de rit vechi (25,73%)
     Alte religii (1,28%)
     Necunoscută (7,23%)
Conform recensământului efectuat în 2021, populația comunei Crișan se ridică la 1.092 de locuitori, în scădere față de recensământul anterior din 2011, când fuseseră înregistrați 1.228 de locuitori. Majoritatea locuitorilor sunt români (77,47%), cu minorități de ruși lipoveni (9,71%) și ucraineni (5,86%), iar pentru 6,59% nu se cunoaște apartenența etnică. Din punct de vedere confesional, majoritatea locuitorilor sunt ortodocși (65,75%), cu o minoritate de creștini de rit vechi (25,73%), iar pentru 7,23% nu se cunoaște apartenența confesională.

## Politică și administrație
Comuna Crișan este administrată de un primar și un consiliu local compus din 9 consilieri. Primarul, Silviu Florin Rahău[*], de la Partidul Social Democrat, este în funcție din octombrie 2020. Începând cu alegerile locale din 2024, consiliul local are următoarea componență pe partide politice:
|  | Partid                           | Consilieri | Componența Consiliului | Componența Consiliului | Componența Consiliului | Componența Consiliului | Componența Consiliului |
|  | -------------------------------- | ---------- | ---------------------- | ---------------------- | ---------------------- | ---------------------- | ---------------------- |
|  | Partidul Social Democrat         | 5          |                        |                        |                        |                        |                        |
|  | Partidul Național Liberal        | 2          |                        |                        |                        |                        |                        |
|  | Uniunea Salvați România          | 1          |                        |                        |                        |                        |                        |
|  | Uniunea Ucrainenilor din România | 1          |                        |                        |                        |                        |                        |

## Așezare geografică
Comuna Crișan este amplasată în zona de est a județului Tulcea, în Delta Dunării, delimitată de următoarele teritorii comunale: la nord teritoriul administrativ al comunei Chilia Veche și al comunei C.A. Rosetti; la sud teritoriul administrativ al comunei Sf. Gheorghe; la vest teritoriul administrativ al comunei Murighiol și al comunei Maliuc și la est teritoriul administrativ al orașului Sulina. Pe direcția est-vest comuna Crișan este străbătută de brațul Sulina.
În prezent, comuna Crișan este compusă din următoarele unități teritorial-administrative: Crișan - reședința de comună, Caraorman, situat la 6 MM față de reședința de comună, Mila 23, situat la 5,5 MM față de reședința de comună.
Are o întindere de peste 7 km și reprezintă un veritabil nod de plecare spre localități din toată Delta astfel: spre nord către Chilia Veche, balta Matita, Mila 23, spre sud către satul Caraorman și brațul Sfântu Gheorghe, spre vest către Tulcea, iar spre est către Sulina. Legătura cu Tulcea și cu Sulina se realizează cu nave rapide și clasice. Sunt ierni când localitatea rămâne izolată din cauza sloiurilor care curg pe Dunăre.
Pe raza comunei Crișan, cele mai multe vestigii arheologice au fost descoperite pe grindul Caraorman, pe care se află și satul cu același nume. Solul ce coboară până la 44 m, se compune din nisipuri cuarțoase, grosiere, de culoare cenușie gălbuie și necorozive, care sub acțiunea vântului au dus la fomarea unor dune mișcătoare cu o înălțime de 10 – 20 m. Dintre acestea se detașează dunele funerar, stabile, din cauza amenajărilor din interior. Pe grindul Caraorman au fost identificate șase puncte, unde au fost amenajate movile funerare.
Comuna Crișan s-a dezvoltat pe malul drept al canalului Sulina pe o veche așezare de pescari, între MM 10 și 15 (debarcaderul fiind la Mila 13), pe un grind fluvial peste care s-a depus materialul excavat din brațul Sulina în timpul construirii canalului de către Comisia Europeană a Dunării.
Acces in localitate: Acces naval, 50 km de Tulcea.

## Infrastructură
Infrastructura este formată din:
- Drumuri - Existența unor drumuri improprii și lipsa unor parametri corespunzători acestora contribuie la stabilirea unei legături de transport dificile cu celelalte comune din zona Deltei Dunării. Legătura cu Tulcea și cu Sulina se realizează cu nave rapide. S-au înregistrat situații în anotimpul rece când localitatea a rămas izolată din cauza sloiurilor care curg pe Dunăre. Drumul principal DC 2 cu o lungime de 19,3 km pe teritoriul comunei urmărește malul brațului Sulina, aflându-se în imediata lui apropiere. O problemă curentă constă în faptul că acest drum nu este amenajat datorită inexistenței podurilor peste canale. Legătura satului Caraorman cu sediul de comuna Crișan se realizează pe apă prin intermediul canalelor sau prin DC 7, în lungime de 12,0 km care a fost pietruit în 2006 cu fonduri obținute prin Programul Sapard. Legătura satului Mila 23 cu sediul de comună se realizează pe apă sau prin DC8, cu lungimea de 7,0 km, din pământ, neamenajat și în stare foarte rea. Rețeaua stradală din intravilanul localităților comunei însumează 25,0 km, din care: 8,3 km în Crișan; 9,4 km în Caraorman și 7,3 km în Mila 23. Datorită lipsei fondurilor, nu s-au executat lucrări de pietruire sau asfaltare.

- Apă și canal - Două din cele trei localități componente ale comunei au rezolvat, parțial, problema alimentării cu apă, la Crișan și Mila 23, iar pentru Caraorman, sistemul de alimentare cu apă potabilă este în curs de execuție. Astfel, localitatea Crișan este prevăzută cu sistem centralizat de alimentare cu apă. Pentru această localitate s-a întocmit un proiect de extindere a rețelei de alimentare cu apă existentă proiect licitat și adjudecat de S.C.,,DELTACONS’’S.A - Tulcea. In prezent investiția se află în curs de execuție. Nici una din localitățile comunei Crișan nu este prevăzută cu rețea de canalizare. In comuna Crișan există un pericol permanent de inundații provocate atât de Dunăre cât și din infiltrația apei freatice. Astfel, una dintre prioritățile de infrastructură a comunei Crișan este întreținerea / executarea digurilor de protecție contra inundațiilor. O altă prioritate a comunei în ceea ce privește reabilitarea infrastructurii de bază este extinderea rețelei de distribuție a apei potabile și conectarea la o stație de epurare.

- Deșeuri - Comuna Crișan este membră în „Asociația de Dezvoltare Interjudețeană a Infrastructurii de Deșeuri menajere” Tulcea, organism ce are ca obiectiv general monitorizarea, supervizarea și implementarea „Sistemului de Management Integrat al Deșeurilor în județul Tulcea”, proiect finanțat din fonduri europene nerambursabile, prin POS Mediu. Pe teritoriul administrativ al comunei Crișan va funcționa o stație de transfer deșeuri. Pe teritoriul administrativ al comunei Mihai Bravu va funcționa depozitul județean de deșeuri.

## Resurse naturale
Această comună de întindere mare din Delta Dunării, cu extindere substanțială pe direcția nord-sud, are ca singură substanță minerală valorificabilă nisipul de proveniență marină, cuarțos (90,80% SiO2) care putea fi întrebuințat în construcții dar, mai ales – având în vedere compoziția chimică - la fabricarea sticlei și în metalurgie. Nisipurile au o vârstă Holocen superior și prezintă o mare extindere în suprafață. Se dispun aproximativ pe directive nord-sud, începând de la localitatea Crișan și terminând la aproape 6 km sud de satul Caraorman, perimetrul lățindu-se substanțial în partea de sud. Resursele sunt importante, rezervele (calculate pentru fosta exploatare incipientă de la Caraorman) medii și condițiile de exploatare sunt favorabile.
Caraorman este singura localitate, nu numai din comuna Crișan ci din Delta Dunării, în care s-a încercat exploatarea unei resurse minerale solide. Lucrările au fost abandonate imediat după schimbarea de regim din anul 1989. Aici s-a încercat exploatarea, în fază experimentală, a unui nisip, cuarțos (90,80 % SiO2) care putea fi întrebuințat la fabricarea sticlei și în metalurgie. Rezervele sunt medii și condițiile de exploatare sunt accesibile.

## Climă
Clima temperat continentală: veri fierbinți cu precipitații slabe; ierni nu prea reci-cu viscole puternice; temperatura medie anuala 11,4°C; precipitațiile atmosferice influențate de uscatul nord-dobrogean și de bazinul Mării Negre înregistrează o scădere de la vest spre est în întreaga zonă a Deltei Dunării. Suma precipitațiilor medii multianuale este de 400 mm pe grindurile Letea și Caraorman; umezeala aerului este ridicată, peste 80%, ca urmare a suprafețelor cu apă și mlăștinoase, a bazinului marin din apropiere.

## Populație. Aspecte sociale și culturale.
La 1 ianuarie 2009 populația stabilă a comunei Crișan constituia 1303 persoane , 17.04% dintre acestea fiind sub 18 ani. Densitatea populației în limitele comunei este de 3.1 locuitori / kmp.
Conform datelor furnizate de Direcția Județeană de Statistică Tulcea, la recensământul din anul 2002 , populația comunei alcătuia 1414 locuitori , 51.20% bărbați și 48.80% femei. Persoanele sub 15 ani alcătuiau 17.40% pe când persoanele peste 59 de ani alcătuiau 22.14% din populația totală. În 2002 densitatea populației la nivelul comunei era de 3.3 locuitori/km2.
Principalele etnii la recensământul populației din 18 martie 2002:
- Români – 921 persoane
- Lipoveni – 342 persoane
- Ucraineni – 145 persoane

## Educație și cultură
În comuna Crișan funcționează 3 școli astfel: Școala cu clasele I – VIII Crișan, Școala cu clasele I –VIII Caraorman și Școala cu clasele I – VIII Mila 23 și 3 grădinițe. Școala din Caraorman funcționează într–o clădire nouă (clădirea veche este închisă), școala din Mila 23 este renovată, iar școala din Crișan se află în prezent în modernizare. Prioritățile Primăriei din punct de vedere al învățământului au ca obiectiv eficientizarea procesului educațional prin dotarea școlilor cu materiale didactice moderne și cu echipamente IT.
Comuna dispune de trei cămine culturale și de bibliotecă comunală. Biblioteca comunală este renovată și dispune de dotări moderne.
În comuna Crișan activează trei grupuri folclorice: Grupul folcloric Rebalka din Crișan, Grupul folcloric Rebalka Junior din Crișan și Grupul folcloric Sinicika din Mila 23. În localitatea Caraorman a fost înființat de curând un grup folcloric care nu a primit încă o denumire.
Există 3 biserici: Biserica cu Hramul „Mihail și Gavril din Crișan”, Biserica cu Hramul „Sf. Dimitrie” din Caraorman și Biserica creștină de rit vechi „Sf. Ioan Gură de Aur” Mila 23 .

### Gospodăria / Arhitectura tradițională:
Arhitectura tradițională specifică -gospodăria este alcătuită din casa propriu - zisă și câteva anexe, între care se impun atenției bucătăria de vară și grajdul pentru vite. Materialele de construcție sunt specifice zonei deltaice, stuful, lemnul, pământul, jucând un rol foarte important. Decorativismul arhitectural atrage atenția prin motive realizate în trafor (razele solare, ramuri) și capitelurile stâlpilor.  

#### Analiza structurii gospodăriei evidențiază:
a) segmentarea spațiului gospodăriei în două curți: "curtea casei" și "curtea (oborul) animalelor", grădina, fapt ce ține de necesitățile și de ocupația de bază a locuitorilor.
b) prezența următoarelor construcții componente ale gospodăriei: casa, bucătăria de vară, adăpostul pentru animale, cuptorul, baia, curnicul pentru păsări.
Prezența acestor construcții variază de la o gospodărie la alta, în funcție de starea economică a proprietarului și de starea în care se află gospodăria, fiind bine cunoscut fenomenul demografic din aceste localități. Spre exemplu, există gospodării în care nu se mai găsesc adăposturile pentru animale; gospodării în care se găsește numai un tip de adăpost pentru animale în funcție de cele pe care le are proprietarul; gospodării în care se refac sau se construiesc anexe (magazie, cuptor, bucătărie de vară). O notă particulară în structura gospodăriei, din perspectiva construcțiilor componente, este prezența bucătăriei de iarnă. Se consideră că este o notă particulară și nu o caracteristică, faptul datorându-se fenomenelor ce au dus la diminuarea construcțiilor anexe în gospodărie în unele din așezări, a restrângerii în casă a mai multor activități în timpul iernii.
În ce privește dispunerea casei și a anexelor în spațiul gospodăriei, se remarcă faptul că nu este o regulă, ci fiecare proprietar își organizează gospodăria în funcție de necesitate. Singura regulă care "acționează" în ceea ce privește organizarea gospodăriei este segmentarea în "două curți". Împrejmuirile exterioare erau altădată numai din stuf, acum sunt din diferite materiale: stuf, papură, nuiele, scândură, plase de prins pește. Împrejmuirile interioare, în general, lipsesc; uneori sunt făcute din cătină și mai rar din stuf (unde gospodăria este dezvoltată). În ceea ce privește poziția casei față de stradă, se remarcă, aproape ca o regulă, orientarea cu fațada îngustă (secundară) spre drum.

### Sănătate și Asistență socială
Comuna dispune de 3 dispensare umane : Dispensar uman Crișan, Dispensar uman Caraorman și Dispensar uman Mila 23. Dispensarul din Caraorman dispune de o clădire nouă în timp ce dispensarele din Crișan și Mila 23 funcționează în clădiri aflate în stare de degradare. Cu toate că în comună există trei dispensare umane, locuitorii din comună sunt arondați la doi medici de familie care trec ocazional pe acolo.
Comuna beneficiază de serviciile a doi asistenți comunitari (unul la Crișan și unul la Caraorman) .
Comuna Crișan are 20 de persoane asistate social (beneficiari ai Legii 416 / 2001 privind venitul minim garantat și 3 asistenți personali angajați pentru îngrijirea persoanelor vârstnice sau cu handicap.
În ceea ce privește calitatea generala a vieții la nivelul comunei Crișan se remarcă o serie de aspecte negative, lipsa spațiilor verzi și a parcurilor pentru copii, lipsa dotării căminelor culturale din Crișan, Caraorman și Mila 23, reducerea nivelului de trai al populației, mai ales în localitatea Caraorman, lipsa activităților de încurajare a spiritului de apartenență la comunitate. Una dintre prioritățile comunei în domeniul social vizează recalificarea și reorientarea forței de muncă spre turism precum și crearea de noi locuri de muncă în acest domeniu.

### Administrație publică. Instituții publice. Bănci. Servicii publice locale.
Comuna Crișan este condusă de autoritățile administrației publice locale, respectiv Consiliul Local ca organ deliberativ și Primar ca organ executiv, în conformitate cu prevederile Legii nr. 215 / 2001 a administrației publice locale.  Comuna nu are un plan integrat de dezvoltare locală, iar proiectele considerate prioritare pentru comună vizează următoarele domenii: infrastructură, patrimoniu local, instruire a resursei umane, dezvoltarea parteneriatelor public–privat, valorificarea patrimoniului local, promovarea de strategii integrate de turism, proiecte turistice. Situația internă de gestionare a documentelor este informatică.
Comuna dispune de trei oficii postale, magazine, chioșcuri.

### Mediul societății civile (SECTOR ONG LOCAL)
Comuna Crișan face parte din următoarele asociații : - Asociația Comunelor din județ (43 comune) - Aociația pentru protecția mediului Vox Deltae Crișan

## Economie
Comuna Crișan este localitatea dintre toate localitățile din Delta Dunării cu cea mai mare pondere din populație ocupată în activități de pescuit și piscicultură, în special în satele Mila 23 și Caraorman, anume 24,4% din totalul populației.
Agricultura este o ramură cu un potențial de desfășurare limitat în comuna Crișan. Din cauza solului sărăcăcios, randamentul scăzut al recoltelor este suplinit prin caracterul excesiv al culturilor. Premisele de productivitate sunt foarte scăzute pentru cultura plantelor: suprafețele restrânse de uscat (doar cca. 15 %), fertilitatea scăzută a terenurilor (predomină sărăturile și nisipurile sau solurile aluvionare incomplet dezvoltate). Sectorul favorizat într-o măsură mai mare de condițiile locale este creșterea animalelor, practicat îndeosebi pe grinduri. Accesul la punctele economice vitale este îngreunat de ponderea aproape exclusivă a transportului pe apă, al cărui ritm este extrem de sensibil la modificările condițiilor naturale (îngheț, ape mici sau mari, blocări cu plauri).
Activitățile principale ale locuitorilor sunt piscicultura, dar și activități zootehnice ce se desfășoară preponderent în gospodării particulare și în mici asociații familiale.
În ceea ce privește gradul de ocupare a forței de muncă, 462 de persoane se înregistrează în categoria populației active. Din restul populației neînregistrate ca populație activă, aceștia folosesc resursele naturale de pește, terenuri de pășunat, terenuri agricole, stuf continuând desfășurarea unor activități tradiționale în comună, activități care le asigură subzistența: pescuit, creșterea animalelor, agricultura, recoltarea stufului.
Singurul potențial al zonei pentru dezvoltare în viitor este cadrul natural legat de resursele pentru turism și pescuit/piscicultură, care pot duce la dezvoltarea turismului/agroturismului.
Primăria comunei Crișan asigură diverse facilități pentru atragerea investitorilor:
- transport naval subvenționat,
- scutiri la impozite pentru crearea de locuri de muncă,
- terenuri disponibile concesionării pentru dezvoltarea activității economice.

## Agricultură și creșterea animalelor.
În comuna Crișan agricultura se practică la scară mică, în grădini familiale pentru consumul propriu. Locuitorii se ocupă în special cu legumicultura.
Zootehnia constituie o sursă importantă de venit. Aceasta prezintă la gurile Dunării multe trăsături specifice, ancestrale. Zootehnia extensivă, stabulația liberă, poate că în nici o altă zonă a țării nu sunt atât de răspândite ca aici. În decursul secolelor s-au format și anumite rase locale de animale domestice, cu caractere specifice. Cele mai interesante sunt vitele cornute, caii și porcii, iar în proporție foarte mică, oile. Alte animale, pe care le-am amintit mai sus, sunt vitele cornute care pot fi întâlnite în cirezi fără văcar. Ele sunt valorificate pe plan local prin tăiere și vândute la localnici, sau sunt vândute/predate la diferite abatoare din țară în stare vie. Despre caii din zona Deltei, originari din hergheliile Podișului Dobrogean, putem spune că sunt puțini la număr. Ei sunt crescuți pentru călărie, folosind la strângerea cirezilor de vite și la prinderea lor. Locuitorii cresc în special bovine, ovine și porcine.
În comuna Crișan a luat ființă Asociația crescătorilor de animale Delta Milk Crișan.

## Turism și agroturism
Cei mai atractivi factori din comunitate pentru potențialii investitori rămân așezarea geografică favorabilă dezvoltării turismului, pescuitul și vânătoarea.
Comuna Crișan este una din comunele din Delta Dunării cu un aflux valoros de turiști, cu o infrastructură de turism (hoteluri, moteluri, case de vacanță) consolidată în ultimul timp.
Punctele de atracție pe care le oferă comuna Crișan:
- Flora și fauna diversificată;
- Zone de pescuit sportiv și vânătoare;
- Delta Dunării cu zonele strict protejate: Lacul Erenciuc, Raducu, Belciug;
- Pădurea Caraorman cu dunele de nisip mișcătoare;
- Monumentul istoric din dreptul Milei 13 (1896). Săpăturile arheologice realizate împreună cu arheologi din Franța în apropierea satului Mila 23 din Delta Dunării, punctul Taraschina, au dezvăluit existența în această zonă a unui complex arheologic atribuit culturii Gumelnița, anii 4400-4300 înainte de Hristos. Studiul materialelor descoperite în acest complex demonstrează că membrii comunității umane stabilite în punctul Taraschina practicau agricultura și creșterea animalelor.

- Obeliscul. Monumentul comemorativ ridicat în amintirea inaugurării Canalului Sulina, pe care stă scris: „Cette colonne a ete elevee en l’honneur de Sa Majeste Charles I-er, roi de la Roumanie, qui le 5/17 mai 1894 a daigne inaugurer la coupure du 8e au 18 miliaire” (Acest monument a fost ridicat în onoarea Majestății Sale Carol I, Regele României, care la 5/17 mai 1894 a binevoit să inaugureze a opta tăietura la mila 18).  Inaugurarea s-a făcut în prezența regelui Carol I care mulțumește membrilor C.E.D. și le adresează câteva cuvinte: ”…am asistat cu o vie plăcere la inaugurarea marei tăieturi în brațul Sulinei și pun mare preț pe eminentele servicii, ce comisiunea a adus prin lucrările sale comerțului și navigațiunii Dunării de Jos. România mai cu seamă va trage cel mai mare profit din aceste lucrări, fiind asigurat debuseul bogățiilor sale agricole”. Acest monument a fost parțial distrus la începutul anilor 80, din cauza  unui ceam cu stuf a intrat în el iar partea superioară a căzut pe acesta. Din cauza greutății mari nu a putut fi dat jos de pe ceam și a fost dus până la Combinatul de celuloză și hârtie de la Chișcani Brăila. Monumentul a fost restaurat în 1989 și se află în localitatea Crișan.

- Centru de informare și documentare turistică privind Delta Dunării. Sursa: http://www.deltadunarii.ro/sugestii.asp
- Trasee turistice cu plecare din Crișan

1. Trasee turistice propuse de http://www.deltadunarii.ro :

- Crișan - Dunărea Veche - canalul Eracle - gârla Lopatna - canalul Lopatna - Trei Iezere
- Crișan - Dunărea Veche - canalul Magearu - Dunărea Veche - brațul Sulina – Crișan
- Crișan - Mila 23 pe ruta: loc. Crișan - Dunărea Veche - canal Bogdaproste - lacurile: Bogdaproste - La amiază - Trei Iezere - gârla Lopatna - canal Eracle - Dunărea Veche - loc. Mila 23

1. Trasee turistice propuse de http://www.deltafishing.ro:

- Traseele se pot efectua fie cu lotci - (capacitate 5 pers), fie cu vaporaș (capacitate 10 pers.), cu plecări atât din Crișan cât și din Tulcea, cât și cu ponton plutitor 3* - ( capacitate 10-18 pers). La cerere se asigură cazare - pensiuni de 2* sau 4*, mic dejun, prânz, cina (pe vaporaș sau în gospodării turistice), pescuit, picnic.
- Crișan – Dunărea Veche – Canalul Bogdaproste – Lacul Bogdaproste – Lacul Trei Iezere – Canalul Eracle – Satul Mila 23 – Dunărea Veche – Crișan . Durata: 4 ore ;
- Crișan – Dunărea Veche – Satul Mila 23 – Lacul Ligheanca – Canalul Șontea – Lacul Fortuna – Canalul Șontea – Satul Mila 23 – Dunărea Veche – Crișan . Durata: 7 ore;
- Crișan – Bratul Sulina – Dunărea Veche – Canalul Magearu – Letea (cu un scurt ocol pe jos , se poate vizita satul Letea și pădurea Letea renumită în toată Europa) – Magearu – Dunărea Veche – Crișan. Durata: 6 ore;
- Crișan – Canalul Crișan – Canalul Ceamurlia – Canalul Litcov – Lacul Cuibul cu Lebede – Canalul Litcov – Lacul Isac – Lacul Uzlina – Canalul Perivolovca – Canalul Litcov – Canalul Crișan – Lacul Iacub – Canalul Crișan – Crișan. Durata: 5 ore ; - Crișan – Canalul Crișan – Canalul Caraorman – Satul Caraorman (facând un mic ocol pe jos , puteți admira pădurea de stejari seculari de la Caraorman) – Canalul Caraorman – Canalul Crișan – Crișan. Durata: 5 ore;
- Crișan – Canalul Crișan – Canalul Caraorman – Lacul Puiu – Lacul Lumina – Lacul Vătafu – Canalul Macovei – Lacul Macovei – Canalul Crișan – Crișan ( Acest traseu este recomandat exclusiv turiștilor amatori de aventuri, deoarece plaviile adeseori pot bara drumul , și bărcile nu pot fi ridicate decât anevoios peste obstacolele ce ne stau în cale.). Durata: 5 ore;
- Crișan – Canalul Crișan – Canalul Caraorman – Lacul Puiu – Lacul Roșu – Lacul Roșuleț – Canalul Roșu Împutița – Canalul Busurca – Bratul Sulina – Crișan. Durata: 7-8 ore;
- Crișan – Brațul Sulina – Orașul Sulina (de la Sulina merită osteneala să ieșim pe malul Mării Negre) – Brațul Sulina – Crișan. Durata: 5 ore;
- Locuri de pescuit recomandate - Canalul Crișan - pește mic sau mare - obișnuit: platică , biban, roșioară. Dimineața trage  somnul (1kg) și stiucă la ramă , coropișniță sau broasca respectiv peștisor sau linguriță.

## Personalități
- Lavrente Calinov (1936 – 2018), canoist;
- Andrei Conțolenco (n. 1938), canoist;
- Vasile Simiocenco (n. 1947), canoist;
- Ivan Patzaichin (1949 – 2021), sportiv olimpic, canoist;
- Agafia Constantin-Buhaev (n. 1955), caiacistă;
- Vicol Calabiciov, canoist;
- Dan Verbina (n. 1960), primar, deputat.